# Gościnny Dwór

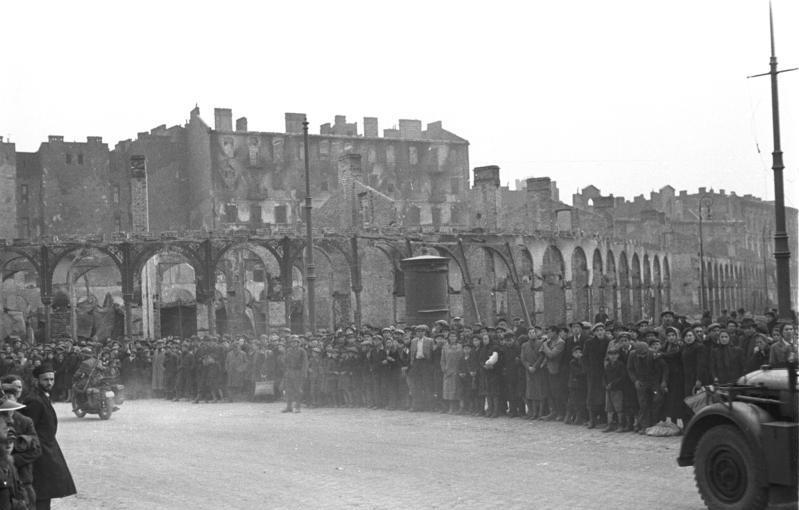
Die ausgebombte Handelshalle im Herbst 1939. Im vorderen linken Bereich sind noch die Gusseisen-Arkadenbögen erkennbar

Das Gościnny Dwór (deutsche Bedeutung etwa: Gastliches Gutshaus oder Gastlicher Hof) war ein bekanntes Handelsgebäude im heutigen Warschauer Distrikt Mirów des Stadtteils Wola. Es wurde 1841 errichtet und während des Zweiten Weltkrieges zerstört.

## Geschichte
Das Gebäude wurde 1841 nach einem Projekt von Jan Jakub Gay und Alfons Ferdynand Kropiwnicki gebaut. Es lag am Plac Za Żelazną Bramą gegenüber dem Lubomirski-Palast. Seitenstraßen waren die heute nicht mehr existierenden Ulica Skórzana und Ulica Gnojna.
Die Handelshalle sollte zu einer Ordnung des bis dahin auf dem Platz stattfindenden Handels führen. Das Gebäude war in Form eines gleichschenkeligen Dreiecks mit abgerundeten Ecken gestaltet. Der Innenbereich wurde gemauert, außen gab es auf Gussstahlsäulen und -bögen ruhende Arkaden. Über dem erhobenen Haupteingang war der Name „Gościnny Dwór“ (sowohl in polnischer wie auch in russischer Sprache: Гостиный двор) angebracht. Innen waren die Anbieter nach Warengruppen sortiert. Nach dem Bau einer Straßenbahn Ende des 19. Jahrhunderts, die hier vorbeiführte, gab es auch eine gute Verkehrsanbindung für das Handelszentrum. Beim Eroberungskampf um Warschau im Jahr 1939 wurde das Gebäude bombardiert und brannte aus.